# Marit Bjørgen
Marit Bjørgen   (Trondheim, 21 de març de 1980) és una esquiadora de fons noruega, una de les més destacades de la dècada del 2000.

## Biografia
Va néixer el 21 de març de 1980 a la ciutat de Trondheim, població situada al comtat de Sør-Trøndelag.

## Carrera esportiva
Considerada una de les millors esquiadores de fons de tots els temps, als 21 anys va participar en els Jocs Olímpics d'Hivern de 2002 realitzats a Salt Lake City (Estats Units), on finalitzà segona en la prova de 4x5 km. relleus, així com catorzena en els 30 km i cinquantena en els 15 quilòmetres individuals. En els Jocs Olímpics d'Hivern de 2006 realitzats a Torí (Itàlia), aconseguí guanyar la medalla de plata en la prova dels 10 km., a més de finalitzar quarta en els prova per equips, cinquena en els relleus 4x5 km. i divuitena en la prova d'esprint. En els Jocs Olímpics d'Hivern de 2010 realitzats a Vancouver (Canadà) aconseguí guanyar cinc medalles olímpiques, en totes les modalitats en les quals participà: la medalla d'or en els 15 km. persecució, l'esprint individual i la prova de relleus 4x5 km., així com la medalla de plata en els 30 km. clàssics i la medalla de bronze en els 15 km. lliures.
Al llarg de la seva carrera ha guanyat nou medalles en el Campionat del Món d'esquí nòrdic, destacant quatre medalles d'or.